# Esteiro do Miño
Esteiro do Miño este o arie protejată (arie de protecție specială avifaunistică — SPA) din Spania întinsă pe o suprafață de 1.688,11 ha, din care 63 % marine.

## Localizare
Centrul sitului Esteiro do Miño este situat la coordonatele 41°54′32″N 8°49′15″W / 41.909°N 8.8207°V.

## Înființare
Situl Esteiro do Miño a fost declarat arie de protecție specială avifaunistică în aprilie 2004 pentru a proteja 47 de specii de animale.

## Biodiversitate
Situată în ecoregiunile atlantică și marină Atlantică, aria protejată conține 22 de habitate naturale: Cursuri de apă de la nivel de câmpie la nivel montan, cu vegetație Ranunculion fluitantis și Callitricho-Batrachion, Tufărișuri halofile mediteraneene și termo-atlantice (Sarcocornetea fruticosi), Dune mobile cu vegetație embrionară, Pante stâncoase silicioase cu vegetație casmofită, Pajiștile Spartina (Spartinion maritimae), Bancuri de nisip acoperite în permanență slab de apă marină, Pseudostepă cu ierburi și specii anuale de Thero-Brachypodietea, Roci stâncoase cu vegetație pionieră de Sedo-Scleranthion sau Sedo albi-Veronicion dillenii, Recifuri, Estuare, Păduri aluvionare cu Alnus glutinosa și Fraxinus excelsior (Alno-Padion, Alnion incanae, Salicion albae), Vegetație anuală la limita mareei, Peșteri marine scufundate complet sau parțial, Salicornia și alte specii anuale care populează regiunile mlăștinoase și nisipoase, Liziere de ierburi înalte hidrofile de câmpie și de nivel montan până la alpin, Fânețe de joasă altitudine (Alopecurus pratensis, Sanguisorba officinalis), Terase mlăștinoase și terase nisipoase neacoperite de apă la reflux, Faleze cu vegetație de pe coastele atlantice și baltice, Dune de coastă fixe cu vegetație erbacee („dune gri”), Pășuni atlantice udate de apa mării (Glauco-Puccinellietalia maritimae), Pajiști cu Molinia pe soluri calcaroase, turboase sau argilos-nămoloase (Molinion caeruleae), Dune mobile de-a lungul țărmului cu Ammophila arenaria („dune albe”).
La baza desemnării sitului se află mai multe specii protejate:
- păsări (34): lăcar mare (Acrocephalus arundinaceus), pitulice de apă (Acrocephalus paludicola), pescăruș albastru (Alcedo atthis), rață lingurar (Anas clypeata), rață pitică (Anas crecca), rață fluierătoare (Anas penelope), rață mare (Anas platyrhynchos), rață pestriță (Anas strepera), stârc cenușiu (Ardea cinerea), stârc roșu (Ardea purpurea), pietruș (Arenaria interpres), ciuf de câmp (Asio flammeus), rața moțată (Aythya fuligula), caprimulg (Caprimulgus europaeus), prundăraș de sărătură (Charadrius alexandrinus), prundaș gulerat mare (Charadrius hiaticula), chirighiță neagră (Chlidonias niger), erete de stuf (Circus aeruginosus), egretă mică (Egretta garzetta), șoim de iarnă (Falco columbarius), șoim călător (Falco peregrinus), lișiță (Fulica atra), becațină comună (Gallinago gallinago), stârc pitic (Ixobrychus minutus), sitar de mal nordic (Limosa lapponica), culic mare (Numenius arquata), vultur pescar (Pandion haliaetus), cormoran mare (Phalacrocorax carbo), bătăuș (Philomachus pugnax), lopătar (Platalea leucorodia), ploier argintiu (Pluvialis squatarola), cresteț cenușiu (Porzana parva), cresteț pestriț (Porzana porzana), nagâț (Vanellus vanellus)
- amfibieni (1): Discoglossus galganoi
- mamifere (4): vidră de râu (Lutra lutra), liliac comun (Myotis myotis), liliacul mare cu potcoavă (Rhinolophus ferrumequinum), liliacul mic cu potcoavă (Rhinolophus hipposideros)
- nevertebrate (2): Coenagrion mercuriale, Oxygastra curtisii
- pești (6): Achondrostoma arcasii, Alosa alosa, Alosa fallax, Petromyzon marinus, Pseudochondrostoma duriense, somonul (Salmo salar)

Pe lângă speciile protejate, pe teritoriul sitului au mai fost identificate 2 specii de păsări, 4 specii de amfibieni, 1 specie de reptile.